# Ilema coreana
Ilema coreana är en fjärilsart som beskrevs av Matsumura 1933. Ilema coreana ingår i släktet Ilema och familjen tofsspinnare. Inga underarter finns listade i Catalogue of Life.